# Huns-Nunatak
Der Huns-Nunatak ist ein 950 m hoher Nunatak im Zentrum der westantarktischen Alexander-I.-Insel. Er ragt inmitten eines Gletschers zwischen der LeMay Range und den Planet Heights auf.
Das UK Antarctic Place-Names Committee benannte ihn 1994 nach dem Schlittenhundeteam The Huns und anderen Hundestaffeln, die zwischen 1961 und 1974 für den Falkland Islands Dependencies Survey bzw. für den British Antarctic Survey im Einsatz waren.